# Marie-José Michel
Pour les articles homonymes, voir Michel.
Marie-José Michel est une historienne française née le 10 novembre 1949.

## Biographie
Deux fois docteur en histoire (1976 et 1996), elle est professeur à l'université Paris-XIII.
Elle anime une grande partie des études actuelles sur le jansénisme. Ses études portent également sur l'histoire rurale.
Elle prend sa retraite de l'université Paris-XIII en 2014.
Présidente de l'association Églises ouvertes France depuis avril 2024, succède à Michel Tillie.

## Distinctions
- Officier de l'ordre des Palmes académiques en mai 2011 [5]. Elle a été faite chevalier en décembre 1997.
- Officier de l'ordre national du Mérite Par décret du 15 novembre 2018[6]. Elle a été faite chevalier en mai 2008.
- Médaille d'or de la Renaissance française (15 mai 2019)[7]
- Officière de la Légion d'honneur le 11 juillet 2025[8]. Elle a été faite chevalier le 1er décembre 2012[9].

## Ouvrages
- Jansénisme et Paris : 1640-1730, Paris, Klincksieck, coll. « Port-Royal », 2000, 507 p. (ISBN 2-252-03312-6, BNF 37758778)
- Dir. avec Jacques Verger, À l'ombre de Paris : les échanges entre Paris et ses périphéries, XIVe - XVIIIe siècle, Paris, Nolin, 2002, 135 p. (ISBN 2-910487-16-4, BNF 38905680)
- Dir. avec Bernard Cottret et Monique Cottret (préf. Jean Delumeau), Jansénisme et Puritanisme : actes du colloque du 15 septembre 2001 tenu au musée national des Granges de Port-Royal des Champs, Paris, Nolin, coll. « Univers Port-Royal » (no 2), 2002, 237 p. (ISBN 2-910487-19-9, BNF 38913131)
- Dir. avec Élisabeth Belmas (préf. Jacques Deschamps), Corps, santé, société, Paris, Nolin, coll. « Les Champs libres », 2005, 270 p. (ISBN 2-910487-26-1, BNF 40098684)
- Avec Robert Muchembled et Hervé Bennezon, Histoire du grand Paris : de la Renaissance à la Révolution, Paris, Perrin, coll. « Pour l'histoire », 2009, 414 + 8 (ISBN 978-2-262-02394-2, BNF 41448928)